# Henning (Tennessee)
Henning es un pueblo ubicado en el condado de Lauderdale en el estado estadounidense de Tennessee. En el Censo de 2010 tenía una población de 945 habitantes y una densidad poblacional de 152,86 personas por km².

## Geografía
Henning se encuentra ubicado en las coordenadas 35°40′55″N 89°34′37″O / 35.68194, -89.57694. Según la Oficina del Censo de los Estados Unidos, Henning tiene una superficie total de 6.18 km², de la cual 6.18 km² corresponden a tierra firme y (0%) 0 km² es agua.

## Demografía
Según el censo de 2010, había 945 personas residiendo en Henning. La densidad de población era de 152,86 hab./km². De los 945 habitantes, Henning estaba compuesto por el 20.11% blancos, el 75.34% eran afroamericanos, el 2.96% eran amerindios, el 0.11% eran asiáticos, el 0% eran isleños del Pacífico, el 0.42% eran de otras razas y el 1.06% pertenecían a dos o más razas. Del total de la población el 0.95% eran hispanos o latinos de cualquier raza.